# Серпень 2023
Серпень 2023 — восьмий місяць 2023 року, що розпочався у вівторок 1 серпня та закінчився у четвер 31 серпня.

## Свята та пам'ятні дні
- 19 серпня, субота — Преображення Господнє
- 24 серпня, четвер — День незалежності України — державне свято; вихідний день.
- 28 серпня, понеділок — Успіння Пресвятої Богородиці — велике релігійне свято (за юліанським календарем)

## Події
- 3 серпня
  - Президент Нігера Мохамед Базум звернувся до США за допомогою, і засудив «злочинних російських найманців»[1] На зустрічі лідерів країн Західної Африки (ECOWAS) в Абуджі детально розроблено план військового втручання у Нігері у разі необхідності[2]
  - Зсув ґрунту знищив гірський курорт Шові в Нижній Сванетії, загинули 12 осіб, та понад 30 зникли безвісти[3][4][5]
- 5 серпня
  - У Саудівській Аравії розпочався саміт щодо мирного плану в Україні, на якому були представники 42 країн[6][7][8]
- 7 серпня
  - Російська армія завдала ракетних ударів по центру Покровська, десятки загиблих та поранених[9]

- 8 серпня
  - На Літній Всесвітній Універсіаді найбільше нагород здобув КНР (178), Україна посіла 13 місце зі 11 медалями[10]
- 10 серпня
  - В Єгипті палеонтологи виявили рештки невідомого раніше виду вимерлих китів, що жили 41 млн років тому. Рід тварини було названо на честь фараона Тутанхамона — Tutcetus[11]
  - Кандидата в президенти Еквадору Фернандо Вільявісенсіо застрелили в Кіто за одинадцять днів до загальних виборів[12]
- 12 серпня
  - На Гаваях вирують лісові пожежі, загинуло понад 70 осіб, знищено значну частина Лагайни на острові Мауї[13]
- 16 серпня
  - У Історичному музеї відкрито виставку «День археолога: врятовані скарби», більшість експонатів якої вилучені поліцією у крадіїв, контрабандистів, чорних археологів; куратор Максим Левада[14][15]
  - Інформаційне агентство КНДР підтверджує, що солдата армії Сполучених Штатів Тревіса Кінґа затримали за незаконний в'їзд, стверджуючи про нібито расизм в армії США та прагнучи отримати статус біженця в країні[16]
  - 48-й розіграш Суперкубка УЄФА 2023 року (англ. 2022 UEFA Super Cup)[17]
- 18 серпня
  - У глибинах Південного океану новий вид морських лілій Promachocrinus fragarius, який вже встигли назвати «антарктичною полуничною пір'їнкою»[18]
- 19 серпня
  - Російська міжпланетна станція «Луна-25» розбилася об поверхню Місяця за день до планованої посадки[19]
  - Розпочався Чемпіонат світу з легкої атлетики, що пройшов у Будапешті.
- 20 серпня
  - Збірна Іспанії виграла чемпіонат світу з футболу серед жінок, обігравши в фіналі англійок з рахунком 1:0[20]

- 21 серпня
  - Суддя Федерального суду США округу Колумбія підтвердив попереднє рішення Бюро авторських прав США і відмовити в наданні захисту авторських прав на твір мистецтва, створений штучним інтелектом[21][22]
  - Помер Герой України, борець за незалежність України, голова Всеукраїнського товариства політичних в'язнів і репресованих Євген Пронюк
- 22 серпня
  - Колишній прем'єр-міністр Таїланду Таксін Чинават повернувся з 15-річного екзилю в Бангкок і був заарештований місцевою владою та засуджений Верховним судом до 8 років ув'язнення[23][24]
- 23 серпня
  - Відбувся третій саміт Кримської платформи, сфокусований на питаннях підготовки до деокупації Криму. У зустрічі взяли участь представники 63 держав та міжнародних організацій[25][26]
  - Приватний літак Євгена Пригожина розбився о 18:20 у Тверській області. Загинули всі 10 осіб, серед них Євген Пригожин та Дмитро Уткін («Вагнер»)
  - Індійська космічна станція «Чандраян-3» здійснила успішну м'яку посадку на південний полюс Місяця[27]
  - О 10-й ранку на мисі Тарханкут в окупованому Криму новою ракетою українського виробництва знищено російський зенітний ракетний комплекс С-400 «Тріумф»[28][29]
  - У Nature опублікована стаття[30], що науковці вперше повністю секвенували Y-хромосому людини, виявлено 41 новий ген[31][32]
- 24 серпня
  - До участі у БРІКС з 1 січня 2024 року запрошені Аргентина, Ефіопія, Єгипет, Іран, ОАЕ та Саудівська Аравія[33][34]
  - Українські розвідники десантувалися в Криму, о 05:00 ранку відбувся бій за участю плавзасобів та авіації; цілі операції досягнуті, втрат серед особового складу немає[35]

- 25 серпня
  - В Києві — столиці воюючої України, в аудиторії 329 КНУ, розпочався VII Всесвітній Форум Українців[36][37][38][39]
  - Магнус Карлсен завоював Кубок світу із шахів, здолавши вундеркінда Рамешбабу Прагнанандха, серед жінок у фіналі Олександра Горячкіна перемогла Нургюл Салімову[40]
  - У Житомирській області в авіакатастрофі загинули три пілоти, зокрема Андрій Пільщиков («Джус»)[41]
- 26 серпня
  - Внаслідок посухи у Панамі Панамський канал пересихає, у серпні 2023 року утворилися величезні черги, і адміністрація Панамського каналу на рік ввела обмеження на проходження суден[42][43]
- 27 серпня
  - Ярослава Магучіх підкорила висоту 201 см і здобула золоту медаль чемпіонату світу з легкої атлетики в Будапешті, перше «золото» України за 10 років[44]
- 30 серпня
  - У Габоні відбувся державний переворот[45]